# Casa Calvet
La Casa Calvet és un edifici al carrer de Casp, 48 de la Dreta de l'Eixample de Barcelona, catalogat com a bé cultural d'interès nacional.

## Història
Va ser projectat el 1898 per l'arquitecte Antoni Gaudí per èncarrec de Juliana Pintó i Roldós, vídua del fabricant tèxtil de Sant Genís de Vilassar Pere Màrtir Calvet i Carbonell (†1894) i representant de la raó social Successors de Pere Calvet.
L'any 1900, l'edifici guanyà el premi de l'Ajuntament de Barcelona al millor edifici de l'any, i va servir tant per al negoci, al qual es van destinar la planta baixa i el soterrani, com per a habitatges, situats a les plantes superiors. Més endavant hi viuria el matrimoni format per Víctor Maria d'Imbert Manero i Anna Solà i Galí.

## Descripció
Edifici entre mitgeres, de planta baixa i quatre pisos, destinat a oficines i habitatges. El projecte s'insereix dins la tipologia, aleshores ja molt codificada, de les cases de pisos de l'Eixample, amb dos habitatges per planta al voltant de quatre celoberts i de la caixa de l'escala, i amb façana anterior i posterior.
A la façana principal, Gaudí posà a prova les possibilitats que li ofereix el repertori estilístic del barroc: les columnes de la planta baixa, l'ornamentació de la tribuna de la planta noble i dels balcons, el mateix tractament de la pedra, el coronament doblement curvilini de l'edifici. El repertori barroc apareix també al vestíbul i a l'escala principal. Però el sector més personal i creatiu és, sens dubte, la façana interior, mancada de referències estilístiques però que desenvolupa una solució original al problema de les galeries, fet que l'apropa a la funcionalitat de les façanes racionalistes.
Cal destacar també, al coronament de la façana, els bustos dels tres sants patrons de Vilassar de Dalt, d'on eren els Calvet: Sant Pere Màrtir (en honor del pare del propietari), Sant Genís d'Arle, el notari, i Sant Genís de Roma l'actor. Les columnes que flanquegen l'entrada recorden bobines de fil, i constitueixen una al·lusió al negoci tèxtil de la família.
Els treballs de forja són obra del serraller Josep Perpinyà.

## Galeria d'imatges

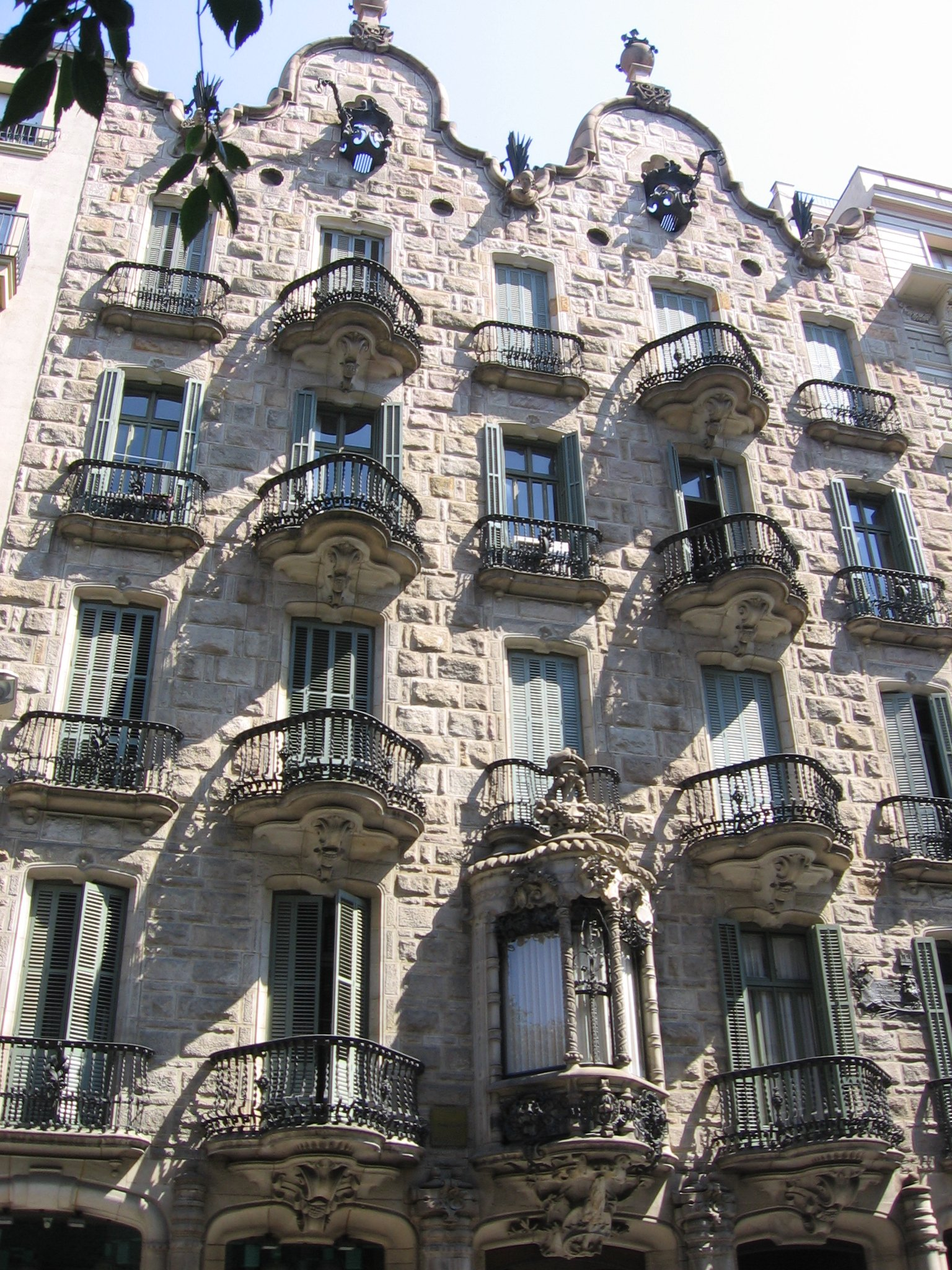
Façana
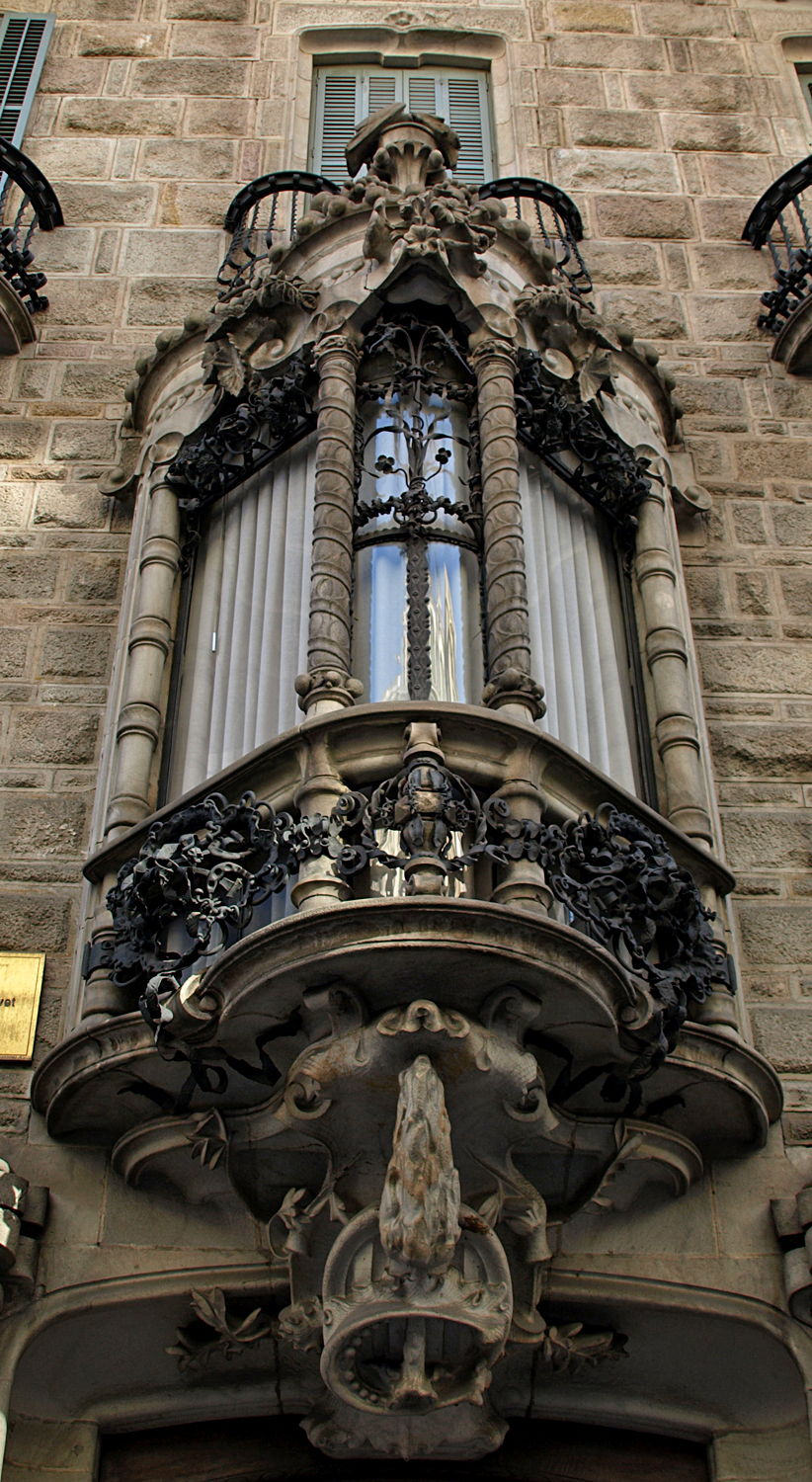
Tribuna
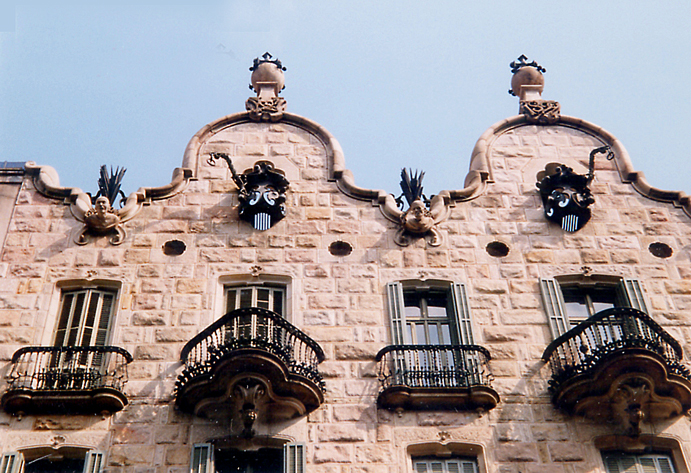
Frontons curvilinis